# 路爾斯·卡路士·納斯文杜·祖利亞
路爾斯·卡路士·納斯文杜·祖利亞（Luiz Carlos Nascimento Júnior，1987年1月3日—），生于聖埃斯皮里圖州，現效力培康。

## 球會生涯
路爾斯出身於高士路青訓系統，而他首次在成年隊亮相是於2006年4月23日的巴西甲級聯賽主場3:1擊敗甘美奧。
他首個成年隊的入球是於高士路2006年4月30日的巴甲聯賽作客勝費古倫斯2-0時取得。
2007年7月，路易斯轉到洛加諾。但他未為球會上陣已被送回巴西，及後租借到華斯高。

## 國際賽生涯
雷沙奧曾在2007年世青盃出戰4場。不幸球隊在十六強被淘汰，路易斯亦在116分鐘獲得了一張黃牌。

## 榮譽
- 明尼路省錦標賽 : 2006

## 連結
- （英文） Guardian Stats Centre
- （英文） sambafoot
- （葡萄牙文） CBF
- （葡萄牙文） placar
- （葡萄牙文） zerozero.pt Archive.today的存檔，存档日期2014-08-20
- （葡萄牙文） netvasco.com （页面存档备份，存于）
- （葡萄牙文） crvascodagama